# Ortalide araucuan
Ortalis araucuan
Espèce
Statut de conservation UICN

 LC  : Préoccupation mineure
L'Ortalide araucuan (Ortalis araucuan) est une espèce d'oiseaux de la famille des Cracidae. Elle était et est parfois encore considérée comme une sous-espèce de l'Ortalide maillée (O. guttata).

## Répartition
Cet oiseau vit à travers le nord de la forêt atlantique.